# Nicholas Alahverdian
Nicholas Alahverdian (Providence, 11 de julio de 1987), también conocido como Nicholas Rossi y Arthur Knight, entre otros alias, es un agresor sexual estadounidense que fingió su propia muerte en 2020.
Alegó que sufrió abuso y negligencia en el Departamento de Niños, Jóvenes y Familias (DCYF), el sistema de servicios sociales de Rhode Island. En apoyo de esta acusación, demandó sin éxito al DCYF en un tribunal federal en 2011, y luego desestimó voluntariamente la demanda cuando Rhode Island condonó su deuda de gastos médicos de alrededor de US$200 000.
En enero de 2020, dijo que le habían diagnosticado linfoma no hodgkiniano. En febrero de 2020, los medios de comunicación informaron sobre su muerte, citando el testimonio anónimo de su familia y su obituario. Los informes sobre su muerte fueron controvertidos, ya que ocurrieron después de que el FBI iniciara una investigación por fraude en su contra, mientras que la policía de Rhode Island había emitido una orden de arresto en su contra por no registrarse como delincuente sexual.
En octubre de 2021, fue identificado en un hospital de Escocia mientras recibía tratamiento por COVID-19. Fue arrestado ese diciembre por cargos de una presunta violación en Utah en 2008, por la cual se había emitido una orden de arresto sellada en septiembre de 2020, y otros presuntos delitos. En noviembre de 2022, el Tribunal del Sheriff de Edimburgo confirmó que el hombre arrestado era Nicholas Rossi, a pesar de sus afirmaciones de identidad equivocada. En agosto de 2023, un sheriff dictaminó que podía ser extraditado a los Estados Unidos; esto fue confirmado por la secretaria de Justicia Angela Constance en octubre de 2023, y fue extraditado el 5 de enero de 2024.
Renunció a su reclamo de identidad equivocada en un tribunal de Utah el 23 de agosto de 2024.

## Biografía
Alegó que sus padres eran «abusivos y alcohólicos» y «no podían cuidarlo», lo que llevó a que lo pusieran al cuidado del Departamento de Niños, Jóvenes y Familias de Rhode Island (DCYF).
A temprana edad le diagnosticaron problemas de conducta y salud mental. Su padrastro, David Rossi, declaró: «Él simplemente no escuchaba en la escuela, golpeaba a la madre, golpeaba a la abuela todo el tiempo, golpeaba a sus hermanos. Solía tener que sujetarlo y él me escupía» y como resultado, fue colocado bajo atención psiquiátrica en el Hospital Butler y más tarde, en el Hospital Bradley. Allí, los médicos le diagnosticaron trastorno narcisista de la personalidad y trastorno por déficit de atención con hiperactividad. Después de ser dado de alta de un programa de tratamiento, regresó brevemente a su hogar familiar, pero fue retirado y puesto al cuidado de DCYF como resultado de la creación de un conflicto dentro de su hogar familiar. Ha alegado que durante un período de 15 meses a partir de marzo de 2002, el DCYF lo colocó en su programa «noche a noche», en el que un joven pasaría sus días en un edificio del DCYF en Pawtucket y las noches en uno de varios refugios alrededor de Rhode Island, incluyendo lugares en Central Falls, Providence, Narragansett o Woonsocket. Dijo que no asistió a la escuela durante este período. Según él, los otros jóvenes le robaron sus pertenencias y lo amenazaron y agredieron durante este período. En abril de 2012, The Providence Journal describió el programa nocturno como una experiencia «asfixiante» y dijo que a él «se le negó una parte sustancial de su infancia».
Fue contratado como paje legislativo en la Cámara de Representantes de Rhode Island a los 14 años.Dijo que informó a los legisladores sobre su experiencia negativa en la atención del DCYF, pero no recibió ninguna asistencia. Brian G. Coogan, un representante de Rhode Island en ese momento, declaró que sentía pena por el adolescente y tomó medidas para adoptarlo formalmente, pero el juez principal del Tribunal de Familia, Jeremiah S. Jeremiah, le advirtió que no lo hiciera. Coogan dijo que Jeremiah predijo que Alahverdian «intentará socavarte y poner a tu familia patas arriba».
Los medios locales informaron que fue enviado por DCYF a Ciudad de los Muchachos en Nebraska y a Manatee Palms Youth Services en Florida en 2003. En una demanda presentada en 2011 contra el DCYF de Rhode Island, testificó que se le prohibió comunicarse con otras personas, como los medios de comunicación, abogados, el defensor de menores del estado y su asistente social durante este período. Alegó que lo enviaron fuera del estado porque, en Rhode Island, era «una fuente de información sobre el DCYF». Las autoridades de Rhode Island declararon que no había registros de que hubiera sufrido abusos.
Según un portavoz del DCYF, dejaron de utilizar los Manatee Palms Youth Services en 2005 debido a «las preocupaciones que teníamos sobre la forma en que trataban a nuestros niños». En 2005, regresó a Rhode Island, donde recibió tratamiento en el Hospital Bradley durante un período de dos semanas. Posteriormente fue colocado en un programa de vida independiente.
Dijo a WPRI que otros jóvenes lo golpeaban a diario en Florida, Nebraska y Rhode Island en programas del DCYF. Dijo a WJAR que sufrió «tortura, palizas, agresiones» y negligencia bajo el cuidado del DCYF hasta 2005.
Durante un breve período de tiempo, estudió literatura comparada en clases del programa de extensión ofrecido por la Universidad Harvard. No se graduó, ya que en 2012 fue «retirado administrativamente» del curso cuando la universidad se enteró de su condición de agresor sexual. A pesar de ello, afirmaba ser un «académico de Harvard, politólogo y sociólogo».
Después de que no logró revocar su condena por agresión sexual, «se convirtió en una figura representativa de los derechos de los hombres para las personas radicalizadas» que afirman que no pueden conseguir parejas románticas o sexuales a pesar de desearlas, a menudo denominadas inceles.
En 2017, vivía con un amigo en Providence (Rhode Island). Posteriormente, el amigo solicitó una orden de restricción contra él, acusándolo de negarse a mudarse y cobrar cheques que pertenecían al amigo.
Finalmente abandonó los Estados Unidos y se radicó en South Bristol (Inglaterra), con una mujer llamada Miranda Knight. Según el hermano de Miranda, salió con Miranda en 2019 y se casaron a principios de 2020. Ningún familiar o amigo suyo estuvo presente en la ceremonia. Nunca habló de su familia y le dijo a Miranda que era de Dublín, Irlanda, y que trabajaba en mercadotecnia en línea y relaciones públicas, según el hermano de Miranda. En febrero de 2020, fingió su muerte ante los medios estadounidenses.
En 2021, él y Miranda se mudaron a Glasgow, Escocia. Allí afirmó ser profesor y enseñar en la cercana Universidad de Glasgow. Según un vecino de Glasgow, dijo que estaba «creando un libro de texto sobre educación religiosa para las escuelas», usaba acento inglés y tenía cabello rubio y bigote. «Para alguien que estaba prófugo, realmente le gustaba llamar la atención», comentó el vecino.

## Activismo por el bienestar infantil
Fundó NexusGovernment, una organización para presionar a favor del bienestar infantil.
En marzo de 2011, después de reunirse con él, el representante estatal Roberto DaSilva presentó una propuesta para restringir aún más el uso de instalaciones por parte del DCYF fuera de Rhode Island; la propuesta también era una medida de reducción de costos. DaSilva atribuyó la historia de Alahverdian a la inspiración para su propuesta legislativa. La legislación propuesta fracasó, por lo que DaSilva volvió a presentar la propuesta en enero de 2012 y se le dio una audiencia el mes siguiente, pero fue archivada para «estudio adicional» a mediados de marzo.
En febrero de 2020, los representantes estatales de Rhode Island Ray Hull, John J. Lombardi, David Bennett y James N. McLaughlin propusieron una «Comisión de Supervisión de Emergencia» para monitorear el DCYF, como lo defendió Alahverdian. Según los informes de WPRI, si se aprobaba la legislación, nueve representantes estatales formarían una comisión para investigar «procedimientos inconstitucionales o poco éticos en el DCYF que ponen a los niños en peligro», y se publicaría un informe en mayo de 2021. La legislación propuesta por Hull no fue votada y «murió» en el comité. Hull dijo más tarde que Alahverdian lo había presionado continuamente para que introdujera esta legislación antes de fingir su muerte, y describió el proceso como si Alahverdian «simplemente te vapuleara».
Exrrepresentantes del estado de Rhode Island hablaron en 2022 sobre sus experiencias pasadas con él. Brian G. Coogan lo describió como «brillante» pero «peligroso», acusándolo de haber «estafado a mucha gente», al persuadir a algunos legisladores de Rhode Island para que le dieran dinero, a veces mediante amenazas de acusarlos de violación y agresión. Joanne Giannini dijo que le pedía dinero continuamente. Después de acceder inicialmente a sus peticiones, finalmente le dijo que «consiguiera un trabajo». Esto resultó en que él le dijera «tantas cosas horribles»: «Él sabía cómo herirte con palabras. Todo eso realmente me molestó».

## Demanda contra el DCYF
En febrero de 2011, inició una demanda federal contra el DCYF, los estados de Florida y Nebraska, seis centros residenciales y 18 personas, por presunto abuso cometido contra él. Entre las personas demandadas se encontraban el gobernador de Rhode Island, Donald Carcieri, y el juez principal del Tribunal de Familia, Jeremiah S. Jeremiah.
En agosto de 2013, las partes llegaron a un acuerdo sobre la demanda federal, a cambio de que Rhode Island renunciara a un gravamen de más de 200 000 dólares que se había impuesto sobre cualquier producto del acuerdo de la demanda. El gravamen se refería a los gastos médicos en los que incurrió mientras estuvo bajo el cuidado de crianza del estado. La demanda concluyó con la negación expresa por parte del DCYF de cualquier «responsabilidad o culpabilidad con respecto a las acusaciones», según el subdirector del DCYF, Kevin Aucoin. Alahverdian reconoció que había liberado al estado de Rhode Island y a sus empleados gubernamentales de toda responsabilidad. El propio tribunal no reveló detalles del acuerdo. Alahverdian también aceptó desestimar otras dos demandas que había presentado, una que acusaba al DCYF de violar un acuerdo de confidencialidad, y otra contra los alguaciles estatales.

## Cuestiones legales personales

### Condena por imposición sexual en 2008
Según una estudiante del Sinclair Community College, en enero de 2008 conoció a Alahverdian en el campus de Ohio y almorzó con él, después de lo cual él se ofreció a acompañarla a su siguiente clase; luego, en una escalera del sótano, la «inmovilizó» contra una pared, la manoseó y se masturbó. Cuando ella protestó, él le dijo: «Ya casi termino. No seas una perra». También dijo que él luego se disculpó y le dijo que «no podía evitarlo» porque ella era «tan hermosa, y que no se lo dijera a nadie». Ella presentó una denuncia ante la policía.
Más tarde, en 2008, bajo el nombre de Nicholas Rossi, fue condenado por indecencia pública y acoso sexual por el incidente ocurrido en Sinclair Community College, y se le exigió que se registrara como agresor sexual. Presentó una moción para un nuevo juicio basándose en una publicación recién publicada en Myspace supuestamente escrita por la víctima, que afirmaba que ella había mentido sobre el incidente. En una audiencia probatoria celebrada el 28 de febrero de 2011, un experto en informática forense testificó «con un 90% de certeza» que la publicación había sido alterada o inventada en su totalidad. El juez de revisión desestimó la moción de nuevo juicio.
En abril de 2013, intentó demandar a Sinclair Community College, al Tribunal Municipal de Dayton y a varios otros en la Corte de Distrito de los Estados Unidos para el Distrito Sur de Ohio por hacer «acusaciones falsas graves que alteran la vida» y afirmó que se le privó de un juicio con jurado. Esta demanda fue desestimada por el juez Thomas M. Rose el 12 de agosto de 2013.
También demandó a su víctima, acusándola de difamación por haberlo descrito como «loco». El resultado de ese proceso judicial llegó en 2014, donde se determinó que su reclamo carecía de fundamento. También ese año, Alahverdian escribió un ensayo, My Personal 9/11 («Mi 11-S personal»), en el que nombró y culpó a su víctima por arruinar sus «objetivos y aspiraciones», comparando las acciones de la víctima con los atentados del 11 de septiembre de 2001.

### Nolo contenderepor agresión doméstica en 2010
El 11 de noviembre de 2010, según un informe policial del incidente, la policía visitó su apartamento en Sayles Avenue, Rhode Island, después de recibir informes de voces elevadas en el interior. Mientras estaban afuera, la policía escuchó los gritos de una mujer y un hombre. La mujer abrió la puerta con marcas alrededor de su ojo izquierdo, cuello y brazos, e hinchazón alrededor de su ojo derecho. La policía vio a Alahverdian suplicando a la mujer: «Lo siento... ¿podemos hablar de esto?». La mujer dijo que había discutido con él y que él «la agarró, la tiró al suelo y la sujetó» cuando ella quiso salir del apartamento, y también le dio una bofetada. La policía arrestó a un Alahverdian que no cooperó, que proclamó su inocencia y «comenzó a golpearse la cabeza contra los barrotes de la ventana trasera» del coche policial, lo que provocó que la policía utilizara gas pimienta para detenerlo. Como resultado de este incidente, se declaró nolo contendere de agresión doméstica simple.

### Problemas matrimoniales
Se casó por primera vez el 5 de noviembre de 2010, y su esposa se divorció de él en mayo de 2011. Antes del divorcio, su esposa presentó una denuncia ante la policía afirmando que él la llamaba repetidamente a pesar de que ella tenía una orden de restricción activa. La policía concluyó que iniciaría una orden de arresto contra él «por violación de una orden de protección».
En octubre de 2015, se casó por segunda vez. Siete meses después, su segunda esposa decidió divorciarse de él. Un tribunal dictaminó que era «culpable de grave negligencia en el cumplimiento del deber y de extrema crueldad» hacia su esposa. Se habían dictado órdenes de restricción temporales contra él, que el tribunal dictaminó que había violado al confiscar «todos los bienes y muebles del hogar conyugal». El divorcio se hizo oficial en 2017, con él debiéndole a su exesposa 52 000 dólares que pidió prestados supuestamente para apoyar a una agencia de servicio comunitario. The Providence Journal informó sobre estos hechos en enero de 2021.
En febrero de 2022, The Providence Journal informó además que su segunda esposa dijo que conoció al «suave conversador» Alahverdian a través de un barrio de solteros de La Iglesia de Jesucristo de los Santos de los Últimos Días, y que él afirmaba ser mormón. Ella lo acusó de volverse «violento» al día siguiente de casarse. Durante su matrimonio, dijo, él «trató de lastimarla con un cuchillo», amenazó con suicidarse, controló su apariencia, «quería que permaneciera confinada en la casa» y la alejó de sus amigos y familiares. Después de su divorcio, Alahverdian no cumplió con la orden del juez de pagarle más de $7000 en manutención conyugal y honorarios legales atrasados, y en lugar de eso abandonó Ohio para mudarse a Rhode Island.

### Investigaciones y denuncias de fraude
Poco antes de fingir su muerte a principios de 2020, supo que el FBI lo estaba investigando por fraude. Su exmadre adoptiva, Sharon Lane, afirmó que él abrió 22 tarjetas de crédito a nombre de su marido, lo que le generó una deuda de casi 200 000 dólares.
Según su exabogado, Jeffrey B. Pine, se había mudado a Irlanda a fines de 2019, lo que dificultaría cualquier intento del FBI de arrestarlo, ya que tal arresto requeriría «cooperación internacional». Sin embargo, su ubicación real no estaba clara. Alahverdian dijo a The Providence Journal que él y su familia se habían mudado a Quebec, Canadá. Un sacerdote de Rhode Island contó que su supuesta viuda declaró que él se había mudado a Suiza. El representante estatal Raymond Hull de Rhode Island creía que su supuesta viuda dijo que él se había mudado a Irlanda o Alemania.
Según el Sunday Mail, después de fingir su muerte, supuestamente se hizo pasar por un experto en marketing, con el fin de defraudar a la empresaria canadiense Nafsika Antypas por 40 000 dólares, aceptando su empleo y un salario de 100 000 dólares por año, pero sin obtener ningún resultado. Antypas dijo que contrató a Alahverdian (que se hacía pasar por Nicholas Knight-Brown) para promocionar su serie de televisión sobre estilo de vida vegano, Plant-Based by Nafsika. Cuando Antypas terminó su relación laboral, Alahverdian supuestamente le envió insultos y amenazas y publicó mentiras sobre ella en línea, pero finalmente dejó de contactarla en junio de 2020.

### Investigaciones por agresión sexual
En 2017, los investigadores de Utah comenzaron a procesar una acumulación de kits de agresión sexual sin analizar. En 2018, se reveló que uno de los kits de Utah (originalmente de 2008) coincidía con el ADN de Nicholas Alahverdian de una investigación sobre la agresión sexual de Ohio de 2008. En septiembre de 2020 se emitió una orden de arresto sellada contra Rossi/Alahverdian.
En 2022, un agente del orden público de Utah publicó un documento judicial sobre la investigación de Alahverdian. El documento menciona informes policiales contra él en Massachusetts, Rhode Island, Ohio y Utah «que involucran casos criminales de agresión sexual, acoso y posible secuestro desde 2007 hasta 2019».
Un informe del documento fue proporcionado por una exnovia. Ella lo acusó de invitarla a su casa en Orem (Utah), en septiembre de 2008, con el pretexto de pagarle el dinero que le debía. Se desnudó ante ella, la violó y luego la acusó de ser «mentalmente inestable y demasiado emocional». Después del ataque, intentó impedir que ella se fuera, obligándola a escapar cuando él estaba distraído. Los otros casos denunciados mostraron un «patrón consistente de comportamiento», según un investigador de Utah, según el cual Alahverdian fue acusado de iniciar un «contacto inapropiado», luego «amenazar con suicidarse o forzar un encuentro sexual no consentido», y más tarde decirle a la policía «que la mujer es la agresora».
En julio de 2010, una mujer presentó una denuncia ante la policía en Pawtucket, Rhode Island, en la que afirmaba que la había llevado a su casa, le había quitado el teléfono móvil, le había impedido salir mientras amenazaba con suicidarse, le había pedido que se sentara en su regazo y lo besara, y sólo la había dejado ir después de que ella le gritara. Alahverdian dijo más tarde a la policía que «actualmente estaba recibiendo tratamiento por depresión», por lo que lo enviaron a someterse a una evaluación psicológica. En diciembre de 2010, una mujer presentó una denuncia ante la policía en Pawtucket, Rhode Island, en la que afirmaba que había cenado con él  y luego había visitado su apartamento, había rechazado continuamente sus peticiones de sexo y lo había acusado de impedirle salir, obligándola a pagarle 200 dólares y a declarar en un vídeo que «no podía emprender acciones legales y que el dinero que le había dado era para terapia para él debido a sus acciones violentas y su adicción sexual» antes de poder salir de su custodia.
El 13 de julio de 2022, la oficina del fiscal de distrito del condado de Salt Lake presentó cargos contra él por agresión sexual en primer grado y emitió una orden de arresto sin derecho a fianza. La nueva declaración jurada alega que después de una pelea con la víctima en 2008, no la dejó salir del dormitorio, finalmente la arrojó a la cama y la violó.

## Muerte fingida
En enero de 2020, informó que le habían diagnosticado linfoma no hodgkiniano. Proporcionó esta información a varios medios de comunicación. The Providence Journal afirmó más tarde que «insistió» en que informaran sobre su enfermedad. Una persona que afirmó ser su viuda declaró más tarde que su enfermedad había durado «meses» e había incluido «enfermedades cardíacas» y «ataques cardíacos». Según su familia y su obituario, sucumbió a la enfermedad el 29 de febrero de 2020. La persona que afirma ser su viuda dijo que sería incinerado y sus restos esparcidos en el mar. Dicha persona negó a proporcionar copias del certificado de defunción de Alahverdian a The Providence Journal.
Tras su supuesta muerte, WPRI informó que había emigrado de los Estados Unidos aproximadamente cuatro años antes. Alguien que dijo ser su esposa lo atribuyó a «problemas de seguridad». Su supuesta esposa no quiso revelar públicamente su identidad ni el lugar al que se había mudado la familia, alegando amenazas.

### Se cuestiona la autenticidad de su muerte
En julio de 2020, la Policía Estatal de Rhode Island comenzó a investigar la autenticidad de la muerte de Alahverdian; hasta enero de 2021 no se había llegado a ninguna conclusión. La investigación se desencadenó por las acusaciones de que todavía estaba vivo, junto con una orden de arresto pendiente contra éln debido a que no se registró como delincuente sexual en Rhode Island en relación con su condena de 2008 en Ohio.
Su exmadre adoptiva, Sharon Lane, dijo que la madre biológica de Alahverdian se acercó a ella en julio de 2020 y le pidió que investigara los informes sobre su muerte. Cuando Lane leyó los comentarios de elogio escritos en su obituario y sus memoriales, se convenció de que el estilo de escritura era el de Alahverdian y que, por lo tanto, había fingido su muerte. Su exabogado, Jeffrey B. Pine, también expresó dudas sobre su muerte, ya que los anuncios de su enfermedad y muerte llegaron poco después de que se enterara de la investigación del FBI en su contra. Su supuesta viuda negó que él hubiera fingido su muerte, afirmando que murió en su presencia.
A finales de 2020, el sitio web Wikipediocracy planteó problemas sobre la precisión del artículo de Wikipedia en inglés sobre Alahverdian. Michael Cockram, miembro del equipo del blog Wikipediocracy, dijo que varias cuentas de Wikipedia creadas por Alahverdian habían editado la página en la Wikipedia en inglés después de la fecha de su supuesta muerte, y que una de estas cuentas había intentado eliminar la imagen utilizada para ilustrar a Alahverdian, reemplazándola con una imagen de otra persona. Cockram, que creía que todavía estaba vivo, alegó que él ahora estaba tratando de eliminar el artículo de Wikipedia sobre él, así como eliminar cualquier información que cuestionara su supuesta muerte.
El 1 de febrero de 2021, The Providence Journal publicó un seguimiento de su informe de investigación del 27 de enero de 2021, indicando que habían recibido un correo electrónico «desordenado» y «a menudo incoherente» de 9 páginas de alguien que decía ser la viuda de Alahverdian. El correo electrónico contenía críticas contra varias partes, como la víctima en su caso de agresión sexual, el oficial de policía que tomó el caso deldelito sexual, el juez que supervisó el caso y los antiguos padres adoptivos de Alahverdian. También informaron que varios meses después de su supuesta muerte, el padre Bernard Healey, sacerdote de la iglesia Our Lady of Mercy en East Greenwich, recibió una solicitud de una misa funeral de una mujer que decía ser su viuda. Poco después de que se hicieron los arreglos, el detective de la policía estatal Conor O'Donnell se puso en contacto con el padre Healy y solicitó la cancelación de la misa, afirmando que Alahverdian estaba vivo, había fingido su propia muerte y era un fugitivo de la justicia. El padre Healy describió más tarde a la «mujer» con la que habló como alguien que sonaba como Hyacinth Bucket (un personaje de Keeping Up Appearances), con «un acento de mujer inglesa muy agudo»; la policía le informó que la persona que llamó era Alahverdian usando un «disfraz de voz».
El 22 de febrero de 2021, el periódico irlandés Sunday World informó que no pudieron encontrar un certificado de defunción irlandés de nadie bajo el nombre de Alahverdian.

### Arresto en Escocia y extradición
El 13 de diciembre de 2021, fue arrestado en el Hospital Universitario Queen Elizabeth, en Glasgow, en relación con la presunta violación en Utah en 2008, entre otros presuntos delitos. Estaba recibiendo tratamiento para COVID-19 bajo el nombre de Arthur Knight. Fue identificado mediante la observación de sus tatuajes y sus huellas dactilares, que coincidían con los registros policiales de Nicholas Rossi. Una cicatriz en un brazo sugería que había intentado eliminar uno de los tatuajes.
El 23 de diciembre de 2021, participó en una audiencia de fianza por enlace de video desde el hospital, lo que resultó en que se le concediera la libertad bajo fianza. Según la fiscal Jennifer Johnston, el tribunal esperaba que permaneciera en el hospital durante semanas, pero abandonó el hospital al día siguiente de pagar la fianza. Johnston también dijo que Alahverdian intentó salir del hospital a través de una compañía de taxis privada, y que incluso antes de la audiencia de fianza había «intentado conseguir una ambulancia privada y que trató de conseguir oxígeno».
El 12 de enero de 2022, The Providence Journal publicó el arresto de Alahverdian, que fue confirmado por la Policía Estatal de Rhode Island. El representante estatal de Rhode Island, Raymond Hull, quien sirvió como oficial de policía durante 34 años, reaccionó al arresto declarando: «Me he encontrado con mucha gente deshonesta en mi profesión, pero nunca me he encontrado con alguien que finja su propia muerte». También lamentó que esto «hiciera retroceder un poco» los esfuerzos por reformar el DCYF.
El 20 de enero de 2022, después de que faltara a su audiencia en el Tribunal del Sheriff de Edimburgo, fue arrestado nuevamente en Glasgow, se le revocó la fianza y fue puesto bajo custodia. Al día siguiente, compareció ante el tribunal y sus abogados se dirigieron a él como Arthur Knight; él negó además que fuera «Nicholas Rossi». Se le concedió nuevamente la libertad bajo fianza a principios de febrero de 2022.
A mediados de febrero, Sky News organizó una videollamada entre el hombre arrestado y el exlegislador de Rhode Island Brian Coogan, quien conocía a Alahverdian desde hacía más de 20 años. El hombre arrestado afirmó no conocer a Coogan, pero Coogan identificó al hombre como Alahverdian y describió que Alahverdian tenía una cicatriz al lado de su ojo derecho, que un periodista confirmó que el hombre arrestado tenía. Cuando Coogan afirmó además que Alahverdian tenía tatuajes en sus bíceps de un código de barras y un ala de pájaro, el hombre arrestado no mostró sus bíceps y la videollamada finalizó abruptamente.
El 7 de abril, compareció ante el Tribunal del Sheriff de Edimburgo para una audiencia, con su abogada defensora, Anna Kocela, quien declaró que no había proporcionado información sobre el caso a su firma, Dunne Defence Lawyers, mientras que él afirmó lo contrario. El sheriff le dijo que regresara en dos semanas después de «una discusión con el abogado que desee contratar», negando las reiteradas solicitudes del hombre de una extensión. El 21 de abril, el hombre regresó al Tribunal del Sheriff de Edimburgo, con otra abogada, Becky Houston, y volvió a negar que fuera Nicholas Rossi. El Sheriff aceptó una solicitud para retrasar la audiencia completa (previamente fijada para el 5 de mayo) y confirmó que se llevaría a cabo una audiencia preliminar el 5 de mayo y fijó la audiencia de extradición completa para el 9 de junio de 2022, y las condiciones de fianza del hombre continuarían hasta entonces. El hombre regresó al Tribunal del Sheriff de Edimburgo el 5 de mayo. El sheriff rechazó la solicitud de su abogado de aplazar nuevamente la audiencia de extradición, diciendo: «No estoy preparado para suspender la audiencia completa. El abogado adjunto y el abogado deben estar aquí para explicar por qué se suspendió nuevamente la audiencia»; se fijó una nueva fecha de audiencia preliminar para el 26 de mayo de 2022.
La audiencia del 9 de junio fue aplazada porque no asistió al tribunal y en su lugar presentó la carta de su médico que decía que estaba «casi postrado en cama» con una aparente «enfermedad pulmonar crónica». Para entonces, ya había acusado por separado a David Leavitt, el fiscal estadounidense que intentaba extraditarlo, de «abuso sexual infantil ritualizado».
El 23 de junio no asistió a una audiencia de extradición en el Tribunal del Sheriff de Edimburgo porque había sido ingresado en el hospital el día anterior. El abogado adjunto Paul Harvey dijo al tribunal que el acusado, que se representaba a sí mismo en el proceso, no asistió a la Oficina de la Corona el 7 de junio para revisar todo el material del Lord Advocate que se presentaría al tribunal para establecer su identidad. Harvey dijo que había «una imagen emergente de alguien que buscaba por todos los medios posibles retrasar estos procedimientos».
El 30 de junio, no asistió a una audiencia en el Tribunal del Sheriff de Edimburgo; su esposa había informado al tribunal que tenía COVID-19. El tribunal fue informado de que se había negado a proporcionar voluntariamente ADN y huellas dactilares a la policía que había acudido a su domicilio en Glasgow. El sheriff le ordenó que proporcionara las muestras y presentara pruebas de su identidad en una audiencia judicial el 7 de julio.
El 6 de julio, fue detenido en Glasgow por amenazar y abusar del personal del Servicio Nacional de Salud (NHS). La fiscal Julie Clark declaró que había pruebas de que efectivamente estaba en condiciones de comparecer ante el tribunal y ser detenido, a pesar de afirmaciones anteriores de que no estaba en condiciones médicas y no podía hacerlo. Él negó los cargos cuando compareció ante el Tribunal del Sheriff de Glasgow el 7 de julio. Su solicitud de libertad bajo fianza fue rechazada porque existía un «riesgo sustancial» de que se fugara o no compareciera ante el tribunal; fue puesto en prisión preventiva hasta su próxima comparecencia ante el tribunal. La fiscal Julie Clark dijo al tribunal que «las huellas dactilares tomadas cuando fue arrestado por este asunto confirmaron que corresponden a Nicholas Rossi». Clark también dijo al tribunal que los médicos que han atendido a Alahverdian han informado que no tiene problemas pulmonares y declararon por separado que había fingido convulsiones.
El 9 de agosto, fue declarado culpable de amenazar al personal del hospital y recibió una multa de 400 libras esterlinas. El tribunal escuchó que el personal del hospital temió por su seguridad cuando saltó de la cama y corrió hacia ellos, después de que le dijeran que estaba en condiciones de ser dado de alta del hospital; el sheriff comentó que sus afirmaciones de que no podía ponerse de pie «no eran creíbles». Había comparecido a las audiencias usando una silla de ruedas. También vestía una túnica negra y una kipá, ya que afirmaba haberse convertido al judaísmo mientras estaba detenido.
El 10 de agosto compareció ante el Tribunal del Sheriff de Edimburgo, mediante un enlace de video desde la prisión de Edimburgo; el sheriff Christopher Dickson aceptó una solicitud para retrasar los procedimientos de la audiencia de extradición para darle tiempo a su abogado, el Sr. Kinloch, para revisar su caso. El 1 de septiembre, compareció ante el Tribunal del Sheriff de Edimburgo por videoconferencia desde la prisión, donde se quejó de que no estaba recibiendo atención médica adecuada. El sheriff Dickson confirmó que se podía presentar una solicitud de libertad bajo fianza ante el tribunal de apelaciones y rechazó la petición del abogado defensor David Kinloch de retrasar los procedimientos hasta noviembre. El 15 de septiembre, compareció nuevamente ante el Tribunal del Sheriff de Edimburgo por enlace de video desde la prisión; el sheriff Kenneth Maciver le dijo al abogado defensor Ronnie Renucci que la identidad del hombre sería el primer tema que se abordaría en la audiencia de extradición completa, y que no sería difícil de resolver.
El 11 de noviembre de 2022, el sheriff Norman McFadyen del Tribunal del Sheriff de Edimburgo dictaminó, utilizando el criterio de preponderancia de probabilidades, que la identidad del hombre arrestado es Nicholas Rossi, basando su decisión en huellas dactilares, tatuajes y evidencia fotográfica. Se programó una audiencia de extradición para marzo de 2023.
El 28 de noviembre de 2022, la policía de Essex, en Inglaterra, confirmó que estaba bajo investigación por una presunta violación allí, lo que probablemente retrasaría cualquier extradición a los Estados Unidos en caso de que esto resulte en cargos. El 5 de enero de 2023 se rechazó su solicitud de libertad bajo fianza. Utilizando el nombre de 'Sr. Knight Brown', se negó a ser evaluado por el psicólogo forense, el profesor Gary Macpherson. También afirmó que los presos preventivos de la prisión de Edimburgo se estaban «burlando» de él cantando «Leaving on a Jet Plane» («Partiendo en un avión») de John Denver.
En un pódcast publicado en febrero de 2023, la periodista británica Jane MacSorley afirmó que la esposa de Alahverdian, Miranda Louisa Knight, fue quien se presentó como su viuda «Louise» y ayudó a difundir la noticia falsa de su muerte; durante una entrevista, Miranda dijo inicialmente que la acusación era «risible», pero luego no respondió una vez que se reprodujeron las comparaciones de audio de las voces de Miranda y 'Louise'. Frederika Holmes, experta independiente en análisis forense del habla y la voz, escuchó grabaciones de Miranda y 'Louise' y concluyó: «Creo que se trata de la misma persona», con 'Louise' teniendo acento de Bristol, Miranda siendo de Bristol y la improbabilidad de que la tecnología pueda añadir tal acento.
En diciembre de 2023, el Tribunal Superior de Justicia dictaminó que debía ser extraditado, confirmando la decisión del gobierno escocés de aprobar la solicitud de extradición. Fue extraditado a Estados Unidos el 5 de enero de 2024. Tras su detención en Utah, solicitó a través de su abogado que el tribunal se asegurara de que los carceleros del condado se refirieran a él como «Arthur Knight», una solicitud que fue denegada por el juez del tribunal de distrito.
Un documental de cuatro partes sobre Alahverdian, Imposter: The Man Who Came Back from the Dead, se mostró en el canal británico Channel 4 en mayo de 2024 y la crítica Lucy Mangan lo describió como «el cenit absoluto de la televisión sobre crímenes reales».

### Juicios
Está previsto que sea juzgado por separado en distintos tribunales de distrito por los dos cargos de violación cometidos en 2008. El primer juicio, en el que será defendido por Samantha Dugan, Esq. y presidido por el juez del Tribunal de Distrito 3 Barry G. Lawrence, ha sido aplazado al menos hasta el 19 de abril de 2024. Se espera que el segundo juicio sea presidido por el juez del 4.º Distrito Derek P. Pullen. Ambos juicios se retrasaron porque Alahverdian insistió en que él era en realidad Knight y se representaría a sí mismo.
El 22 de agosto de 2024, el juez Lawrence ordenó que Nicholas Alahverdian, también conocido como Nicholas Rossi, fuera juzgado en Utah, con una audiencia de lectura de cargos y fianza programada para el 17 de octubre. Ese mismo día, poco después de que aceptara ser representado por Dugan, la defensa abandonó el reclamo de identidad equivocada.